# Carolyn Murphy

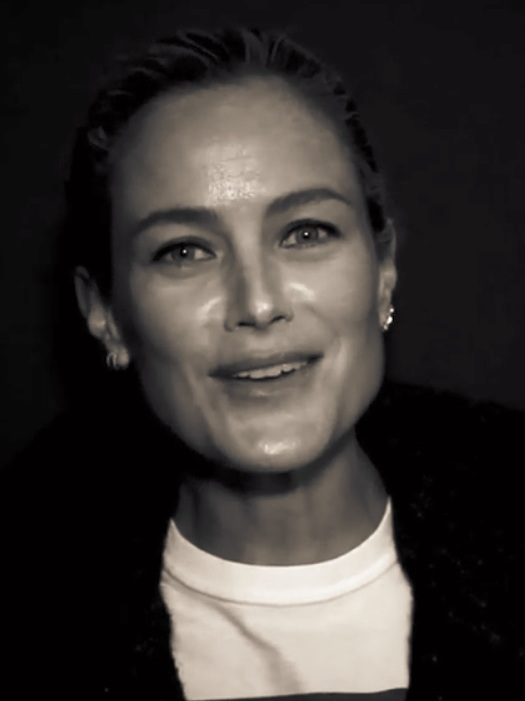
Carolyn Murphy (2017)

Carolyn Murphy (* 11. August 1975 in Panama City, Florida) ist ein US-amerikanisches Model.

## Leben und Karriere
Murphy wuchs auf einer Farm auf. Nachdem sie von einem Model-Agenten entdeckt worden war, führte sie während ihrer Schulzeit einige Model-Aufträge in Florida und Alabama aus. Nach ihrem Schulabschluss im Jahr 1991 zog sie in die Modemetropole Mailand, um international als Model Karriere zu machen.
Der Durchbruch gelang ihr 1995, als sie sich nach einer missglückten Haarfärbung ihre langen Haare abschneiden lassen musste und aufgrund des neuen, jungenhaften Kurzhaarschnitts als Gesicht für eine Prada-Werbekampagne ausgewählt wurde. In der Folge war sie auf den Titelseiten von Vogue sowie Harper’s Bazaar und in weiteren Kampagnen, u. a. für Gucci, Versace und Calvin Kleins Parfüm Contradiction, zu sehen.
Bei den VH1/Vogue Fashion Awards wurde sie 1998 zum „Model des Jahres“ gekürt und 2002 schloss sie einen exklusiven Werbevertrag mit Estée Lauder über drei Mio. US-Dollar pro Jahr. Insgesamt fungierte sie über 15 Jahre lang als Markenbotschafterin für das Modehaus. Sie lief unter anderem für Tom Ford und Atelier Versace über den Laufsteg und war 2017 in Kampagnen von Alberta Ferretti und Miu Miu zu sehen.
Sie wurde 1998 von Bruce Weber, 1999 von Herb Ritts und 2015 von Steven Meisel für den Pirelli-Kalender abgelichtet. Murphy wird zu den Supermodels der 1990er Jahre gezählt.

## Privatleben
Ende der 1990er Jahre nahm Murphy sich eine vorübergehende Auszeit von der Modeindustrie und zog nach Costa Rica, wo sie sich als Englisch-Lehrerin betätigte und behinderten Kindern Unterricht im Surfen erteilte. 1999 heiratete sie den Surfshop-Inhaber Jake Schroeder. Aus der Ehe, die drei Jahre dauerte, ging eine Tochter hervor.
In den 2000er Jahren war sie mit Brandon Boyd liiert.